# Giuseppe Guarrera
Giuseppe Guarrera, né le 27 août 1991 en Sicile, est un pianiste classique italien.

## Biographie
Giuseppe Guarrera naît en Sicile en 1991 et effectue sa formation musicale avec Siavush Gadjiev et Giuseppe Cultrera en Italie, avant d'intégrer l'Académie de musique Hanns Eisler de Berlin dans la classe de Eldar Neblosin, obtenant le master en 2016,. Il est ensuite admis à l'Académie Barenboïm-Saïd, où il étudie le piano sous l'égide de Nelson Goerner,.
Il remporte le premier prix du concours national de piano de Venise en 2010, le deuxième prix du concours International de piano James Mottram à Manchester en 2015 et le deuxième prix du Concours musical international de Montréal (CMIM) en 2017,.
En tant que soliste, il se produit dans de nombreux lieux tels que l'Auditorio Sony de Madrid, La Fenice à Venise, la Bob Boas Foundation à Londres, le Teatro Verdi à Trieste, le Studio Flagey à Bruxelles, l'université de Leeds, le Royal Northern College of Music à Manchester, le festival de Bologne en Italie, le Palazzo Ricci à Montepulciano, la Salle Pierre-Boulez à Berlin, le Verbier Festival et la Maison symphonique de Montréal, avec des orchestres majeurs incluant l'Orchestre symphonique de Montréal, le Royal Philharmonic, le Liverpool Philharmonic et l'Orchestra Filarmonica della Fenice (en). En septembre 2017, Giuseppe Guarrera se produit avec Daniel Barenboim et l'Ensemble Pierre Boulez en première mondiale du nouveau concerto pour piano écrit par Benjamin Attahir. En juillet 2019, il donne un récital au festival Les Estivales de musique en Médoc.
Giuseppe Guarrera reçoit une critique particulièrement positive,,.
Son répertoire va de Rachmaninov (Études-tableaux), Beethoven (Sonate appassionata), Chopin (Polonaise-Fantaisie), Debussy (Estampes), Liszt (Rhapsodie espagnole) à Domenico Scarlatti.